# Bophuthatswana
Bophuthatswana var et af de bantustans ("hjemlande"), som Sydafrikas apartheidstyre havde oprettet, for at de oprindelige sydafrikanske beboere kunne tilhøre disse lande og arbejde i de områder, der var under kontrol af afrikaanere, men undgå at være egentlige sydafrikanske borgere.
I 1961 havde det afrikaanske styre defineret Bophuthatswana, der bestod af en række spredte landområder, og tildelt det til tswana-talende afrikanere som deres hjemland. I 1971 fik området nominelt selvstyre, inden det i 1977 af afrikaanerne blev udnævnt til en selvstændig stat. Staten blev ikke anerkendt af andre lande end Sydafrika og den første bantustan, Transkei. Staten eksisterede til apartheidstyrets fald i 1994, hvor de enkelte landområder blev integrerede dele af de nye provinser Fristatprovinsen, Nord-Kapprovinsen og Nordvestprovinsen.